# Yengisar
Yengisar (chiń.: 英吉沙县; pinyin: Yīngjíshā Xiàn; ujg.: يېڭىسار ناھىيىسى, Yéngisar Nahiyisi) – powiat w zachodnich Chinach, w regionie autonomicznym Sinciang, w prefekturze Kaszgar. W 2000 roku liczył 213 338 mieszkańców.